# رابي سعد
رابي سعد هو ممثل مصري. وهو أبن الفنان عمرو سعد قدم أول أعماله في فيلم (حديد) مع والده، كما شارك معه في بطولة مسلسلات (يونس ولد فضة، وضع أمني) وأعمال أخرى أيضا.

## أعماله

### الأفلام
- 2014:حديد
- 2019:حملة فرعون
- 2020:صندوق الدنيا

### المسلسلات
- 2016:يونس ولد فضة
- 2017:وضع أمني
- 2017:عائلة الحاج نعمان
- 2019:بركة
- 2023:الأجهر

## وصلات خارجية
- رابي سعد على موقع IMDb (الإنجليزية)
- رابي سعد على موقع الدهليز
- رابي سعد على موقع قاعدة بيانات الأفلام العربية
- رابي سعد على موقع قاعدة بيانات الفيلم (الإنجليزية)